# 발데마르 치르핀스키
발데마르 치르핀스키(Waldemar Cierpinski, 1950년 8월 3일 ~ )는 전 동독의 육상 선수이자, 아베베 비킬라에 이어 두 번째로 올림픽 마라톤 2연승을 거두었다.
작센안할트주 노이가테르들레벤에서 태어난 치르핀스키는 원래 성공적인 장애물경주 선수였으나, 1974년에 마라톤으로 바꾸었다.
1976년 몬트리올 올림픽 마라톤에서 전직 올림픽 챔피언 미국의 프랭크 쇼터가 25km 마크에서 달아날 때까지 선두적 한패로 달렸다. 치르핀스키가 쇼터를 추격하고나서 51초 차이로 경주를 우승하였다.
1978년 유럽 선수권 대회에서 4위를 하고, 1980년 모스크바 올림픽에서는 마지막 km에서 네덜란드의 헤라르트 네이부르가 공간을 가깝게 하다가, 치르핀스키는 마지막 200m를 재빨리 달려 2연속 금메달을 획득하였다.
1983년 세계 육상 선수권 대회에서 3위를 한 치르핀스키는 로스앤젤레스 올림픽에 동구권의 불참 문제로 3연승의 기대를 거절하였다.
현재 할레에서 살며 독일 올림픽 위원회의 위원으로 있다.